# Хато, Эргилио
Эргилио Педро Хато (7 ноября 1926, Виллемстад, Кюрасао и зависимые территории — 18 декабря 2003, Виллемстад) — кюрасавский футболист, выступавший на позиции вратаря. Игрок сборной Кюрасао и участник летних Олимпийских игр 1952 года.

## Спортивная карьера
Выступал за клуб «Йонг Холланд».
Главным событием в карьере Эригилио Хато стало участие в летних Олимпийских играх 1952 года в составе сборной Нидерландских Антильских островов. В первом круге соревнований соперниками островитян стала сборная Турции. В равной борьбе победу одержали турецкие футболисты, забившие в ворота Хато два мяча и пропустив в свои лишь один гол.

## Интересные факты
- Именем Эргилио Хато назван стадион в Виллемстаде, вмещающий 15 000 зрителей, на котором проводит свои матчи национальная сборная Кюрасао.